# Adolfo E. Carranza
Adolfo Esteban Carranza (o simplemente Carranza) es una localidad del Departamento Capayán, en la provincia argentina de Catamarca.
Se encuentra muy cerca del límite con la Provincia de La Rioja.
Se accede a través de la Ruta Nacional 60.
La localidad fue denominada en honor a Adolfo Esteban Carranza, importante industrial minero en la zona durante el siglo XIX y padre del historiador Adolfo Pedro Carranza.

## Población
Según el censo de 2 010, realizado por el Instituto Nacional de Estadística y Censo (Indec), la comuna cuenta con 32 habitantes, lo que representa un descenso del 22 % frente a los 41 habitantes del censo de 2 001.
| Gráfica de evolución demográfica de Adolfo E. Carranza entre 1991 y 2010 |
|                                                                          |
| Fuente: Censos nacionales del INDEC                                      |

## Sismicidad
La región de Catamarca presenta una sismicidad frecuente de baja intensidad, aunque históricamente ha registrado terremotos de magnitud moderada a grave aproximadamente cada 30 años en zonas aleatorias.Los eventos más destacados son los siguientes:
- 21 de octubre de 1 966: A las 12:39 (UTC-3), se registró un sismo de magnitud 5,0 en la escala de Richter.
- 3 de noviembre de 1 973: A las 14:17 (UTC-3), ocurrió un terremoto con una magnitud de 5,8 en la escala de Richter.
- 7 de septiembre de 2 004: A las 8:53 (UTC-3), tuvo lugar el terremoto de Catamarca de 2 004, con una magnitud de 6,5 en la escala de Richter, siendo uno de los eventos más significativos en la región en las últimas décadas.[1]